# Enquadrament

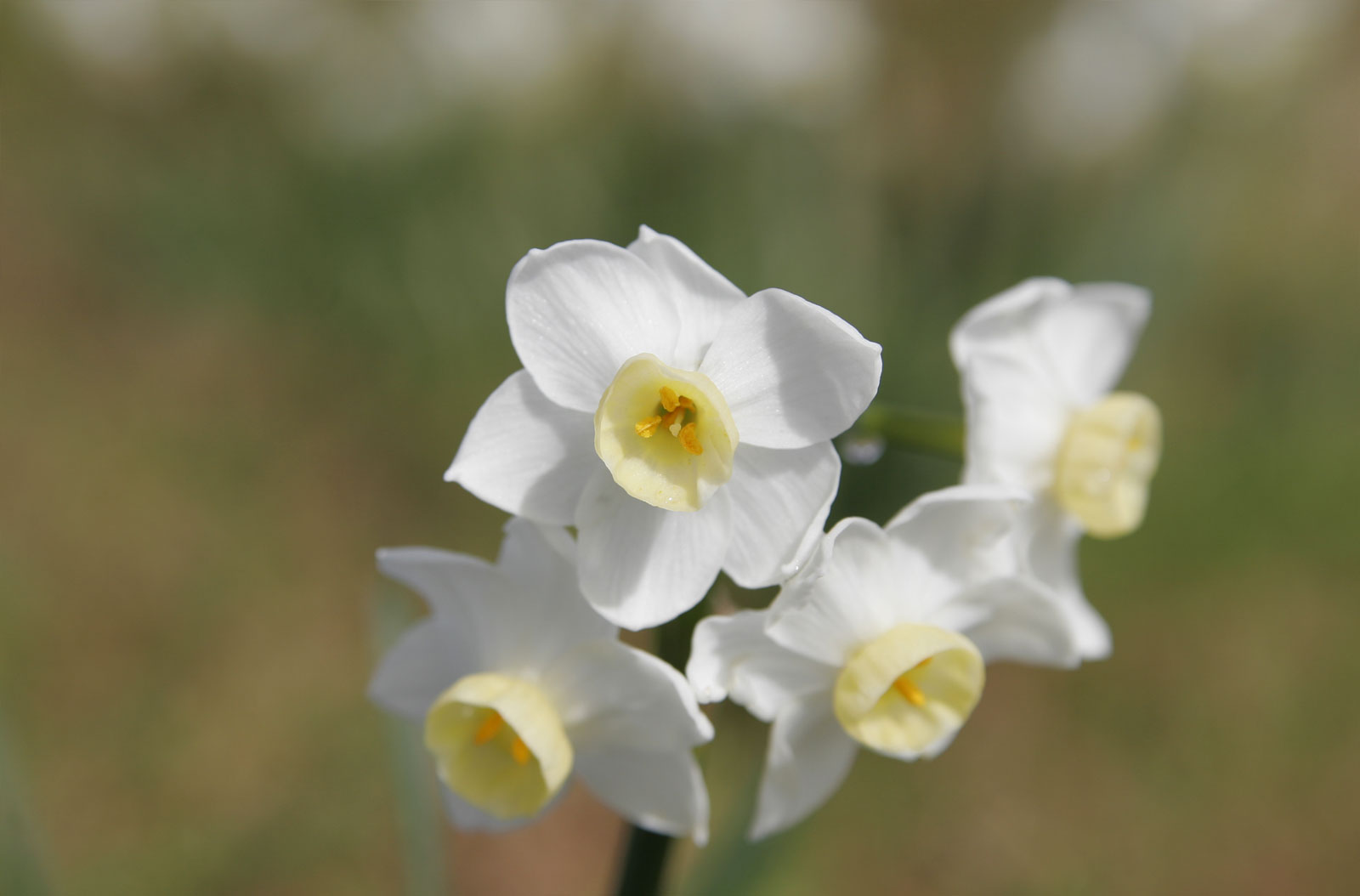
El fons entelat fa que centrem l'atenció de l'ull en les flors

L'enquadrament, en fotografia, o en cinema és la composició, la forma en la qual s'ordenen els objectes vistos, dins del que efectivament queda en un quadre. La perspectiva, l'horitzó, la diagonal, la línia "S", la imatge horitzontal, la imatge vertical, el centre d'interès, el fons, el contrast, l'equilibri, són elements a tenir en compte a l'hora de compondre el quadre, aquests conceptes venen originalment de la pintura. En el cinema, a diferència del teatre o de la fotografia tradicional, la possibilitat de variar la posició de la càmera per seguir el desenvolupament de l'acció i ressaltar diferents aspectes de l'escena li dona un nou nivell de significat a l'enquadrament. D'aquesta manera també participa del muntatge, generant-se l'anomenat muntatge dins del pla. La composició d'una fotografia és, en certa manera, un art, i com a tal no existeixen regles ni limitacions que facin que una determinada composició sigui millor que una altra; no obstant això, basant-se en els elements comuns coneguts respecte a la manera que els éssers humans percebem i subjectivem les imatges, s'han documentat una sèrie de guies que tot fotògraf hauria de conèixer i tenir en compte per millorar la transmissió dels elements objectius i subjectius del tema i motiu de la imatge a l'espectador. L'ésser humà quan percep una imatge sol fer-ho d'una determinada forma i en un determinat ordre; a més, existeixen certs aspectes en una imatge que ajuden a captar en general l'atenció del cervell i que solen evocar certes sensacions o sentiments.

## Elements i eines bàsiques de la composició
Quan es compon una fotografia que pretengui ser una mica més que una instantània d'un fet, és a dir, quan es pretenen transmetre sensacions o ressaltar certs missatges amb una fotografia cal conèixer com funcionen aquests mecanismes de la percepció de l'ésser humà de cara a aplicar les tècniques oportunes per transmetre el que desitgem. En certa manera, es pot dir que la composició és com un llenguatge subliminal per transmetre sentiments a través de les imatges. Alguns elements amb què es pot jugar en la composició són:
- L'atracció de l'atenció, cap al centre d'interès, el motiu de la imatge.
- La textura i sensacions de tacte que pot evocar la imatge.
- La forma i el volum.
- El contrast: contrast en el to, el tema, els motius...
- La força del color o la seva absència.

Per treballar aquests elements, per modelar i transmetre missatges en aquest llenguatge visual, el fotògraf té a la seva disposició múltiples eines:
- Enquadrament del motiu i del seu entorn.
- Col·locació dels objectes dins de l'enquadrament.
- Enfocament total o selectiu.
- Perspectiva i angle de la presa.
- Il·luminació de l'escena.

## Enquadrament
L'enquadrament és allò que el fotògraf situa dins de la fotografia, la porció d'escena que elegeix captar. Davant d'un mateix motiu cada fotògraf pot elegir fer una fotografia diferent captant un o altre element.
En aquesta selecció del que situa dins de la fotografia i com es fa, encara que cap no és norma estricta, existeixen algunes directrius que es poden tenir en compte, a saber:
- En tota escena hi sol haver un motiu (allò que desitgem destacar, el centre d'interès) i fons (allò que envolta, decora i/o dona sentit al motiu). Per ressaltar el motiu el fotògraf ha d'omplir l'enquadrament, és a dir, fer que un objecte sigui en l'escena; d'aquesta manera exclourem de l'enquadrament altres objectes que puguin distreure l'atenció de l'espectador sobre el que el fotògraf ha seleccionat.
- Malgrat el que s'ha dit en el punt anterior, és important en l'enquadrament deixar un cert marge al voltant del motiu per a no 'ofegar' la imatge. Aquest marge actuarà com a marc del motiu i, per tant, normalment haurà de ser a més igual per tots els costats de la fotografia.
- La línia de l'horitzó sol ser una referència visual clau per a l'ésser humà. Normalment aquesta s'ha de mantenir recta, horitzontal. La percepció d'una línia de l'horitzó inclinada sol cridar l'atenció i, si no està justificada, dona a l'espectador la sensació que els objectes cauran cap a aquest costat, cosa que no sol produir bones sensacions. Vegeu Angle holandès.
- Un altre factor comunicatiu important en fotografia és la tria del format. La majoria dels elements fotosensibles (pel·lícules o sensors d'imatge) tenen un format rectangular i hi haurà per tant la possibilitat de triar un enquadrament horitzontal, vertical o inclinat: cada un d'ells transmet sensacions diferents i té el seu camp d'aplicabilitat:
  - L'enquadrament horitzontal suggereix quietud, tranquil·litat i sol fer-se servir normalment per a paisatges i per a retrats de grup.
  - L'enquadrament vertical suggereix força, fermesa i és el més apropiat normalment per a retrats (entre altres coses perquè els éssers humans som més alts que amples).
  - L'enquadrament inclinat transmet dinamisme i força i sol utilitzar-me com a recurs ocasional per fer ressaltar aquestes qualitats en el motiu de la fotografia.
  - L'enquadrament panoràmic ens permet veure una part molt més amplia de l'escena. S'utilitza en la fotografia de paisatge.[2]
- Un altre element important a tenir en compte a l'hora de fer l'enquadrament, serà la distància que hi haurà entre la càmera i el motiu de la imatge. Aquesta distància determinarà la manera que l'espectador veurà els elements de la imatge i les relacions que establirà amb aquests. Segons aquesta distància podem distingir diversos plans.[3]

## Col·locació dels objectes dins de l'enquadrament
És important repetir que no existeixen regles rígides i molt menys respecte a on s'han de col·locar els objectes dins de l'enquadrament, no obstant això, és important que el fotògraf conegui alguns recursos l'eficàcia dels quals està demostrada i que poden ser d'utilitat per fer ressaltar el motiu o transmetre diferents sensacions. En les cultures occidentals, derivat dels sistemes d'escriptura, les persones acostumem a mirar de dalt a baix i d'esquerra a dreta (en les cultures àrabs i orientals dependrà igualment del seu sistema d'escriptura). A més, la mirada no es mou normalment de forma uniforme sinó que se sol detenir en certs punts equiespaiats al mateix temps que avança al recorregut que estigui seguint. En aquests punts és on es concentra per defecte l'interès de l'espectador i és on hem de col·locar el motiu que desitgem ressaltar en les nostres fotografies. D'aquesta forma neix l'anomenada regla dels terços, que ens indica que si dividim la imatge a parts iguals per dos línies horitzontals i dues verticals, els quatre punts d'intersecció d'aquestes línies són els que major atenció rebran de l'espectador (i en l'ordre abans indicat).

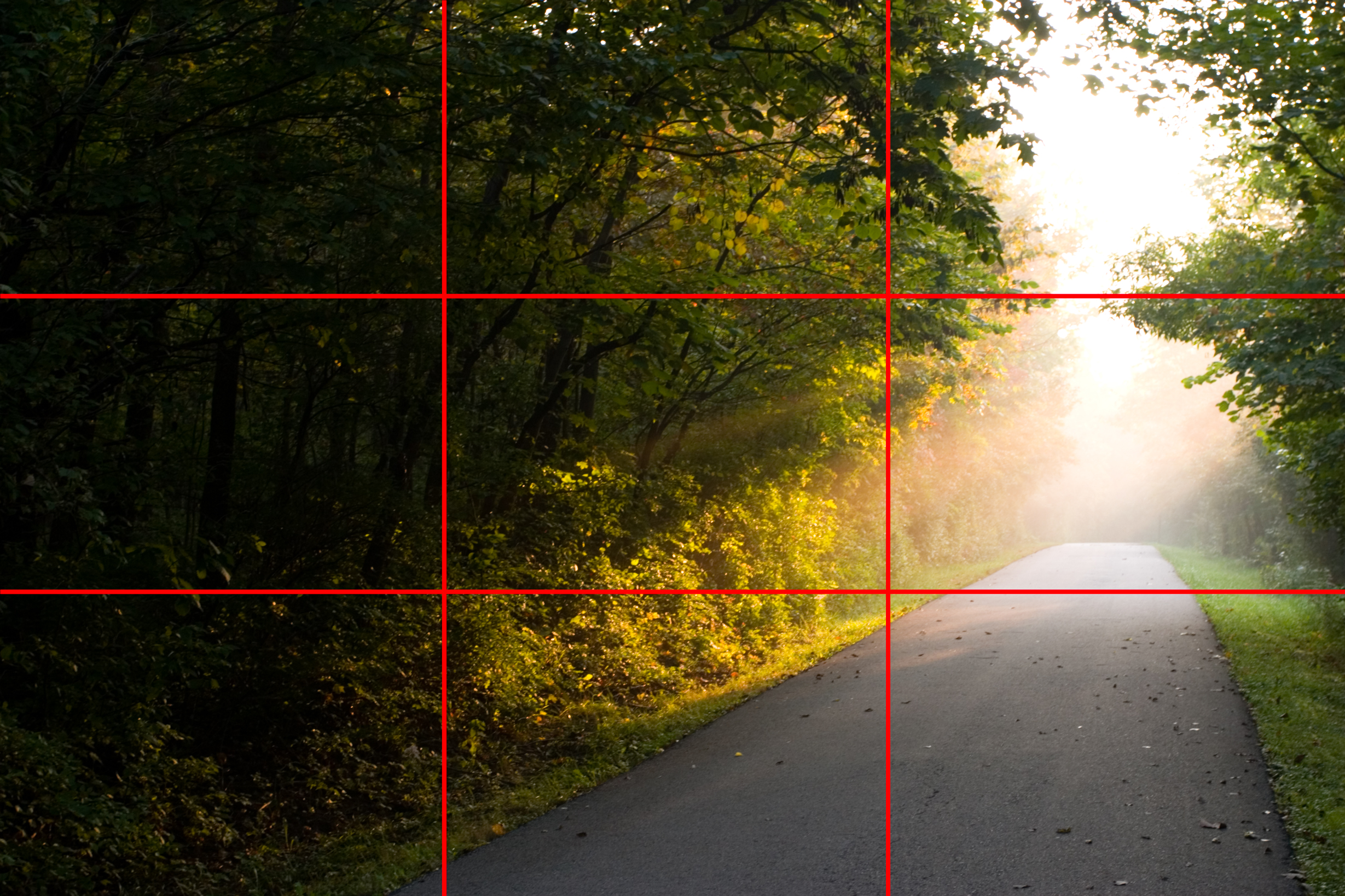
Regla dels terços: Remarqueu com cau l'horitzó a la vora de la línia de quadrícula inferior, i com són les àrees fosques al traç esquerre, el sobreexposat en el terç dret

A causa d'això podrà deduir-se igualment que el motiu no ha d'anar centrat en l'enquadrament sinó que és preferible desplaçar-lo lleugerament a l'esquerra, ja que així s'obtenen imatges menys simplistes, més atractives i que ajuden l'ull a recórrer els punts d'atenció. D'altra banda el fotògraf ha de tenir presents les línies dominants i utilitzar-les per dirigir l'atenció de l'espectador, no desviar-la. Es pot trobar una línia gairebé en qualsevol cosa. Una de les normes més populars de la composició es basa en la repetició de les línies i objectes, especialment quan el tema és una estructura. Les línies poden ser, horitzontals, verticals, corbes o obliqües. Les diagonals i línies en "S" són molt més interessants que les línies paral·leles, s'utilitzen per imprimir un cert moviment a les fotos. El cas més bàsic de línia dominant és la d'horitzó. La línia d'horitzó actua de referent per a l'espectador i és convenient col·locar-la recta (no inclinada) i no en el centre vertical de la imatge sinó a dos terços (per dalt o per baix), ja que si es col·loca la línia de l'horitzó al centre s'obtindrà una imatge descriptiva, inexpressiva; mentre que en baixar-la o pujar-la estem prevalent el cel, el mar o la terra com a fons (o fins i tot motiu) de la imatge. Un altre cas típic són les línies diagonals que sovint es formen en les fotografies: per exemple, la barana d'un passeig, una vorera, un camí... tots aquests elements formen línies dominants en la fotografia i poden, per tant, ser utilitzats per conduir l'atenció. Un recurs habitual és col·locar aquestes línies en les diagonals de la fotografia fent-les coincidir amb una o més cantonades d'aquesta: així l'ull recorrerà aquestes línies des de les cantonades als centres d'interès ajudant a dirigir cap a ells l'atenció de l'espectador. En tallar les línies dominants amb un dels costats de la fotografia aquesta sembla interrompre's bruscament, mentre que en portar una línia a una cantonada dona la sensació de continuïtat.
Finalment, és important destacar dos casos especials de línies dominants: la mirada i el moviment.
- La mirada d'un ésser humà traça una línia dominant imaginària a la foto de gran força expressiva que ha de ser respectada i destacada pel fotògraf. Quan la persona retratada està mirant cap a alguna cosa ha d'obrir-se l'enquadrament situant la persona en un costat i deixant un espai lliure davant d'ella per ser ocupat per la seva mirada.
- Una persona o objecte en moviment també descriu una línia dominant imaginària que és la seva trajectòria i que també pot tenir gran força expressiva. Quan el motiu estigui entrant en l'escena és convenient obrir l'enquadrament novament i deixar-li un espai lliure davant perquè sigui ocupat per la seva trajectòria i destacar l'efecte de moviment.

## Enfocament total o selectiu
L'enfocament és un altre dels elements fonamentals per dirigir l'atenció de l'espectador i fer ressaltar els motius de les nostres composicions.
L'anell d'enfocament de la càmera fotogràfica ens permet enfocar en diferents distàncies i controlant l'obertura del diafragma i el temps d'exposició de l'obturador podem aconseguir major o menor profunditat de camp en la imatge i també enfocaments selectius (efecte Bokeh).
|  |  |

El primer gran recurs artístic de l'enfocament selectiu és clar: fer ressaltar l'element enfocat (el motiu) davant totes les altres coses que estan desenfocades (fons). Aquest recurs és molt poderós a l'hora de fixar el centre d'interès de la fotografia i tot bon fotògraf en fa ús intensiu.
L'enfocament selectiu no deixa de ser una aplicació d'una reduïda profunditat de camp. En fotografia de paisatges, en general, és preferible una gran profunditat de camp per incloure tots els detalls amb nitidesa a totes les zones de la fotografia. No obstant això, per al retrat, la fotografia del detall i moltes altres ocasions sol ser preferible una profunditat de camp limitada perquè només allò que interessa al fotògraf aparegui nítid.

## Perspectiva i angle de la presa
L'ésser humà, per la seva pròpia constitució física, està acostumat a veure les coses des d'aproximadament 1,60 m. d'altura i de front. Les imatges així es capten de forma clara i descriptiva, si bé no aporten cap originalitat.
La variació del punt de vista aporta perspectives diferents amb elements inesperats que sovint capten més l'atenció. És per això que existeixen infinitat de recursos fotogràfics en aquest sentit sent la directriu general el que el fotògraf ha d'estudiar el motiu i l'escena buscant punts de vista innovadors i/o més atractius per a l'espectador. Tenint en compte aquesta premissa general existeixen certes tècniques àmpliament utilitzades entre els fotògrafs:
- El picat consisteix a fotografiar un motiu des de dalt cap a baix i ajuda a fer ressaltar com són de petits de certs objectes, ja que proporciona un punt de vista de superioritat. Alhora és contraproduent en general el seu ús en fotografia de persones (especialment nens) o animals precisament perquè ajuda a veure'ls com a inferiors, els resta importància i, a més, si es fotografia de prop pot deformar les proporcions del cap respecte al cos.
- El zenital: la imatge es pren en un angle totalment perpendicular (de dalt cap a baix) respecte a terra, és a dir, a 90°.
- El contrapicat és la perspectiva contrària al picat, és a dir, consisteix a fotografiar un motiu des de baix cap a dalt i ajuda a fer ressaltar la grandiositat d'un element. Se sol utilitzar per fotografiar edificis o monuments i també deforma la perspectiva accentuant-ne aquest efecte com més a prop se sigui del motiu.
- La presa a ran consisteix a treure la fotografia a ran de terra o de l'objecte i ajuda a sorprendre l'espectador amb imatges que un ésser humà no acostuma a veure, ja que no se sol col·locar en aquest nivell de visió. Aquest angle se sol utilitzar per fotografiar motius petits en el seu entorn natural a què no fem habitualment gaire acostumats.

## Il·luminació i color. Forma i volum
El control de la llum i el color per part del fotògraf és una altra eina poderosa a l'hora de transmetre sensacions que van més enllà de la percepció visual i per dirigir l'atenció. Així, per exemple, per fer ressaltar el motiu és convenient buscar un contrast de to i/o color entre el motiu i el fons. També és convenient simplificar la composició, buscar fons uniformes i pocs colors molt marcats a la foto; evitar els fons plens de detalls que puguin distreure l'atenció. En general és més impactant una fotografia amb pocs elements i pocs colors molt contrastats que una fotografia amb molts elements en els quals cap no ressalta especialment sobre la resta. Una opció vistosa per ressaltar alguns motius pot ser la d'utilitzar un marc natural que l'envolti com a fons (p.e. un pòrtic, el marc d'una finestra, arranjaments vegetals...). I, quan es fotografia a objectes de mides inusuals, per evitar que sobre el paper ja no semblin tan impressionants, se sol col·locar en l'enquadrament algun objecte d'una mida coneguda per a l'espectador que li permeti a aquest establir una comparació de volums. De la mateixa manera, els diferents tipus de llum solar poden produir diferents tipus d'ombres i matisos afectant a la percepció de les textures i els volums:
- La llum del migdia és una llum dura, intensa i que elimina les ombres, la qual cosa afecta negativament la percepció del volum i els matisos de la superfície dels objectes. En general no sol ser bona per a la fotografia.
- La llum del matí il·lumina amb tons frescos apastelats i difumina normalment els detalls llunyans.
- La llum del capvespre il·lumina lateralment i amb tons daurats i càlids produint ombres tènues i subtils que fan ressaltar la textura dels objectes i el seu volum

Segons les estacions la llum també és lleugerament diferent i això també afecta aquests paràmetres i, sens dubte, el temps meteorològic també és crucial en aquest aspecte. L'important és que el fotògraf sigui conscient de la il·luminació que disposa en cada moment i el seu efecte sobre la fotografia de manera que pugui intentar contrarestar-lo (p.e. amb il·luminació artificial, amb un filtre...) o simplement canviar de lloc o de punt de vista per realitzar la presa en millors condicions. El color també és important, ja que pot ser utilitzat com un altre recurs expressiu més. La saturació de color evoca intensitat i els tons suaus tranquil·litat. La quantitat de colors i la seva gamma afecta també la percepció de l'espectador i les sensacions que se'n poden evocar. Finalment, la fotografia en blanc i negre és també molt impactant i ajuda a ressaltar millor els contrasts i les variacions tonals (per exemple de la pell). A més ajuda que el color no distregui d'altres recursos expressius (com la forma, la textura, l'expressió d'una cara) que el fotògraf desitgi fer prevaler.

## Directrius específiques per a retrats
El retrat és un dels grans gèneres de la fotografia, ja que pren el mateix ésser humà i la seva complexitat com a centre i motiu de la fotografia. Les capacitats expressives d'aquest gènere són immenses, si bé cal que el fotògraf sigui capaç de transmetre les qualitats que desitja fer ressaltar utilitzant apropiadament tots els elements a la seva disposició.
Des del punt de vista de la composició hi ha múltiples directrius comunament acceptades:
- En general, no s'ha de tallar una foto d'una persona per les articulacions, ja que això pot donar la sensació que aquesta persona té un membre amputat.
- De la mateixa manera, tampoc no s'ha de tallar un retrat per la barbeta. Si s'omple enquadrament amb la cara d'una persona és preferible tallar pel front o pel front i la barbeta alhora.
- S'ha d'evitar un primer pla frontal des de prop, ja que es deformaran les proporcions facials de la persona retratada.
- S'ha d'evitar tallar les mans o els peus de les persones retratades, ja que són elements expressius molt forts a l'ésser humà.
- Com ja s'ha indicat, per fotografiar nens no s'han de fer picats, és millor baixar a l'altura dels seus ulls, ja que així obtindrem imatges més realistes i proporcionals.

## El moviment

En aquesta imatge podem observar els diferents resultats en l'aigua variant la velocitat d'exposició. Els canvis produïts en el fons es deuen als canvis de diafragma per compensar l'exposició, que repercuteixen en la profunditat de camp

El moviment és un dels principals motors d'expressivitat en la fotografia, ja que els éssers i objectes fotografiats sovint estan en moviment mentre que la fotografia és eminentment una instantània congelada en la qual res no es mou. L'expressió del moviment s'aconsegueix fonamentalment actuant sobre l'obturador i el diafragma i combinant aquests elements amb d'altres com l'enfocament selectiu. Els dos efectes més habituals respecte al moviment són:
- Congelació de moviment, és a dir, aconseguir que una imatge d'alt dinamisme en ple moviment aparegui com congelada en mig d'aquest moviment de manera que proporcioni a l'espectador la visió d'un instant que normalment l'ésser humà no capta de manera separada i estàtica. Exemples típics d'aquest efecte poden ser una fotografia de les gotes d'un rierol caient o un patinador en l'aire en mig d'un salt, etc.
- Desplaçament, és a dir, ajustar un temps d'exposició prou lent a la càmera perquè el moviment del motiu a fotografiar, que està en moviment, aparegui desplaçat (mogut) dins d'una foto en la qual totes les altres coses apareixen nítidament (no mogut ). De la mateixa manera també es pot aconseguir (amb una escombrada fotogràfica perpendicular al motiu) captar una instantània en la qual el motiu romangui nítid mentre que totes les altres coses a la foto apareguin mogudes. Aquest efecte fa ressaltar d'una manera espectacular el moviment dels objectes i pot ajudar fins i tot a captar l'atenció cap al motiu, si bé la seva consecució requereix moltes vegades d'habilitat amb els controls de la càmera i, segurament, amb el trípode.